# T̈
T̈ (minuscule : ẗ), appelé  T tréma, est un graphème utilisé dans la romanisation ISO 233 de l’arabe et dans l’alphabet phonétique ouralique. Elle est composée de la lettre T diacritée d’un tréma.

## Représentations informatiques
Le T tréma peut être représenté par les caractères Unicode suivant :
- précomposé (latin étendu additionnel)[1] :

| formes    | représentations | chaînes de caractères | points de code | descriptions                    |
| --------- | --------------- | --------------------- | -------------- | ------------------------------- |
| minuscule | ẗ               | ẗ                     | U+1E97         | lettre minuscule latine t tréma |

- décomposé (latin de base, diacritiques) :

| formes    | représentations | chaînes de caractères | points de code | descriptions                                |
| --------- | --------------- | --------------------- | -------------- | ------------------------------------------- |
| capitale  | T̈               | T◌̈                    | U+0054 U+0308  | lettre majuscule latine t diacritique tréma |
| minuscule | ẗ               | t◌̈                    | U+0074 U+0308  | lettre minuscule latine t diacritique tréma |